# Centralbadet

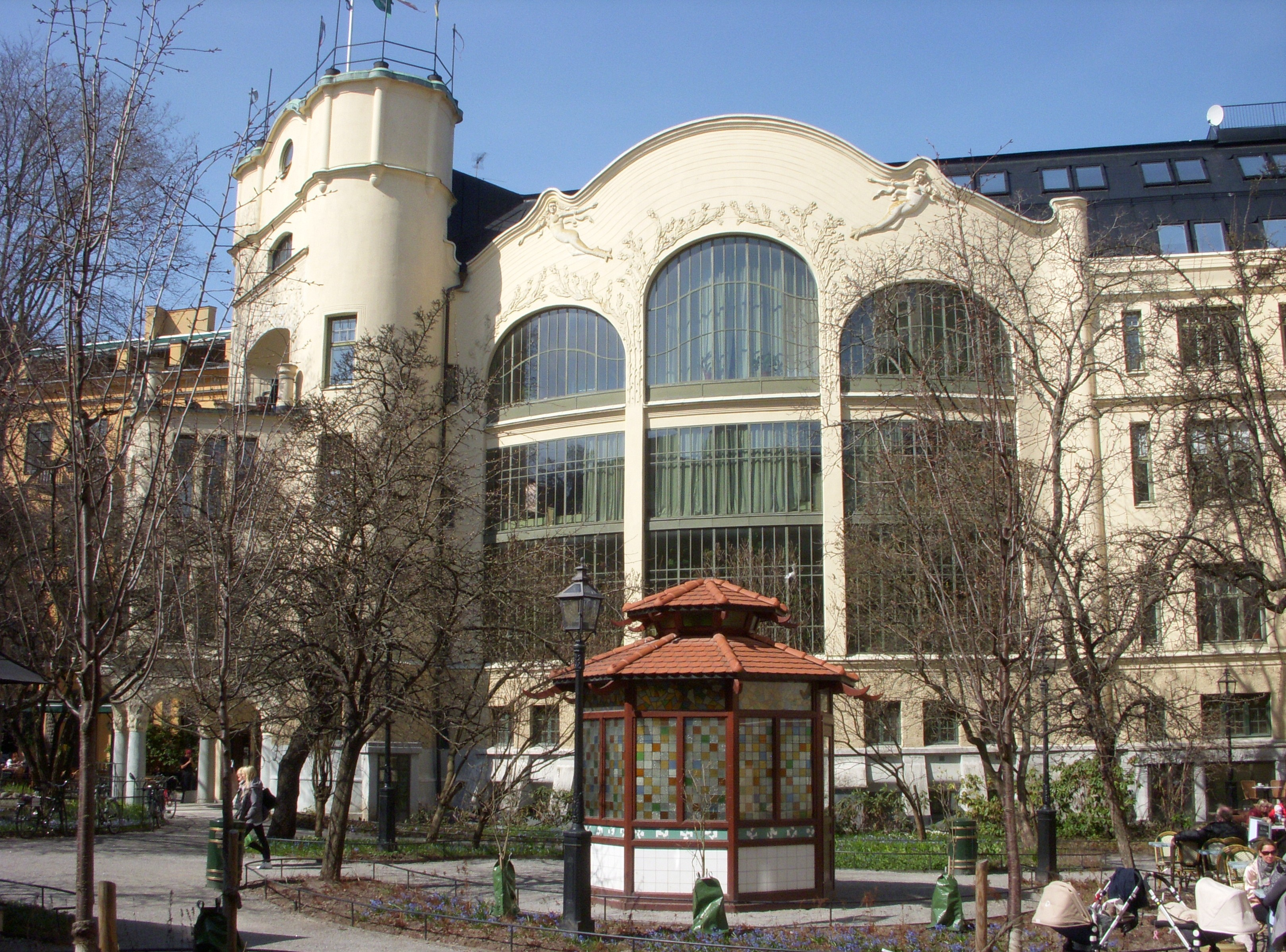
Centralbadets jugendfasad mot parken, april 2010

Centralbadet är en badinrättning vid Holländargatan i kvarteret Islandet, på Norrmalm i centrala  Stockholm. Anläggningen är ritad 1904 i jugendstil av arkitekt Wilhelm Klemming. Badet har sin huvudingång från Centralbadsparken intill Drottninggatan. 

## Historik

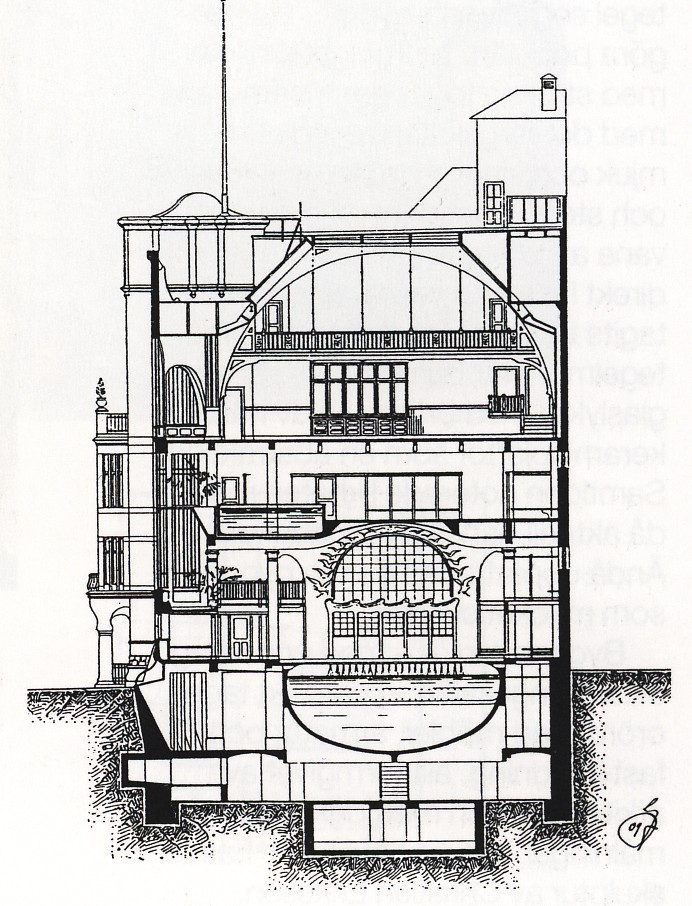
Sektion.

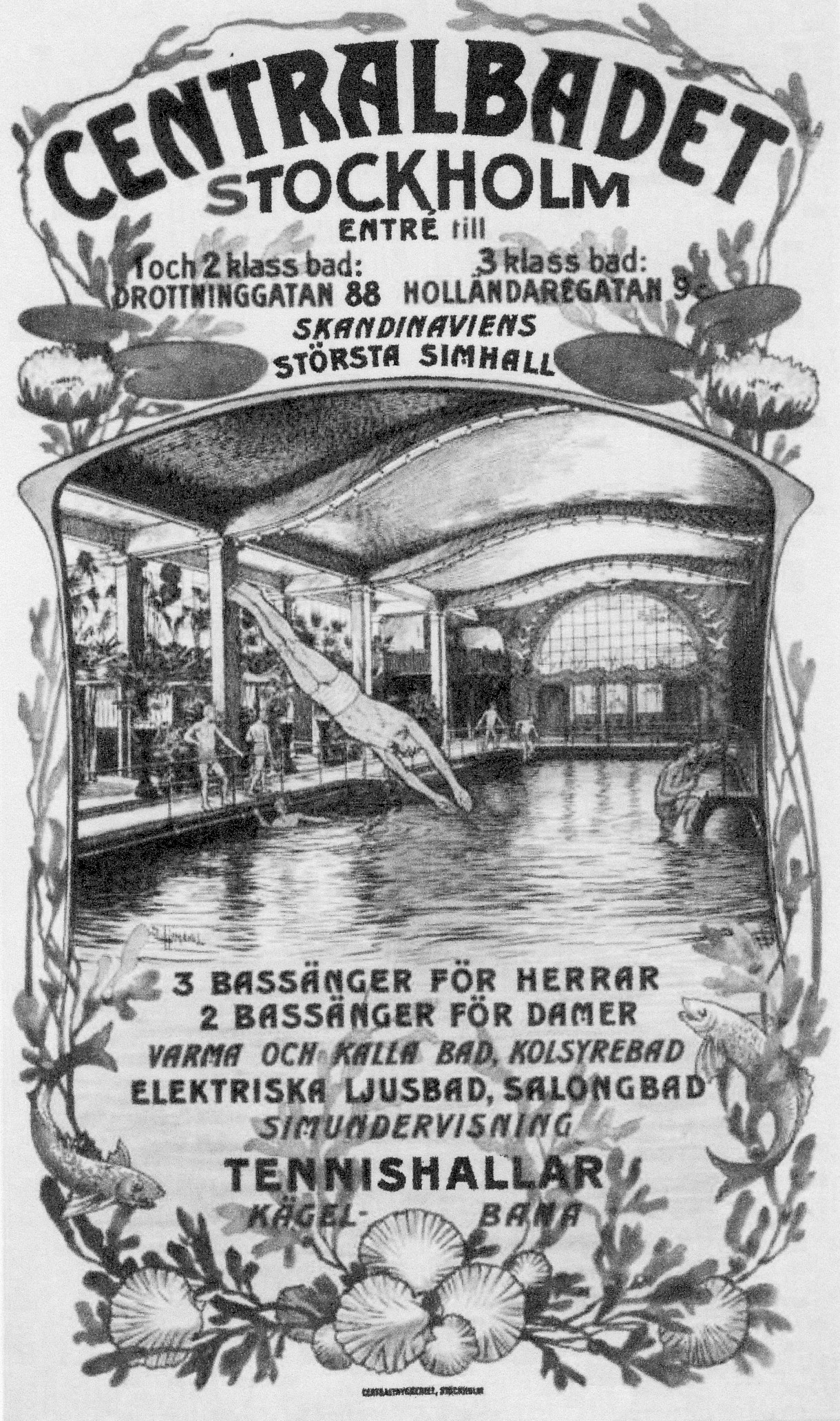
Affisch från 1904.

Badanläggningen ritades mellan åren 1902 och 1904 av arkitekten och entreprenören Wilhelm Klemming som även var direktör vid Klara badinrättning. Den är genomgående komponerad i jugendstilens böljande former och i växtromantikens formideal. Här användes för första gången i Stockholm en avancerad betongbyggnadsteknik enligt Hennebiques system. Aldrig tidigare hade det helt nya materialet armerad betong använts i staden. Stadsarkitekten godkände heller inte planerna i första taget. Klemming tvingades skaffa fram handlingar från Tyskland och England, som bevisade att detta nya material höll måttet.
Klemming omgestaltade även trädgården som ursprungligen hade anlags av Johan Hårleman och byggde om den Hårlemanska malmgården som ligger vid parkens entré. Klemming genomförde ett medvetet samspel mellan det inre och det yttre rummet. Trädgårdens vegetation fortsätter inne i badhusets gestaltning och återkommer i ytterväggarnas puts som lövverksmotiv. 
Centralbadet var vid invigningen den 1 augusti 1904 Sveriges modernaste bad. Där fanns bland annat tre bassänger för herrar, två för damer, varma och kalla bad, kolsyrebad, "elektriska ljusbad", solbad på taket samt tennis- och kägelbanor. Dessutom hade Klemming uppfört restaurang, cigarrbutik, frisör och fotoateljé. Fotoateljén drevs av brodern, fotografen Frans Gustaf Klemming. För simokunniga fanns simundervisning. 
I badanläggningens stora bassäng arrangerades även simtävlingar och under 1920-talet var den skådeplatsen för många världsrekord av Arne Borg.

## Renoveringen
År 1965 inköpte Stockholms stad Centralbadets fastighet. Det skulle rivas i samband med Tunnelgatans reglering till huvudtrafikled enligt City 67. I Cityplan 1977 hade man dock ändrat planerna och kvarteret skulle bevaras. Under tiden förföll badet och parken allt mer. 1979 gav kommunstyrelsen fastighetskontoret i uppdrag att utföra en projektering för upprustning av Centralbadet. På grund av de höga kostnaderna blev det bara en fasadrenovering. 
År 1985 fastställdes att kvarteret Islandet skulle utgöra ett reservat för kulturhistoriskt värdefull bebyggelse och att det bara skulle få användas som bad. Åren 1987 till 1989 renoverades Centralbadet av sina nya ägare Fabege och Hiby med Sune Malmquist som arkitekt och Skanska som byggnadsentreprenör.

## Historiska och nutida bilder

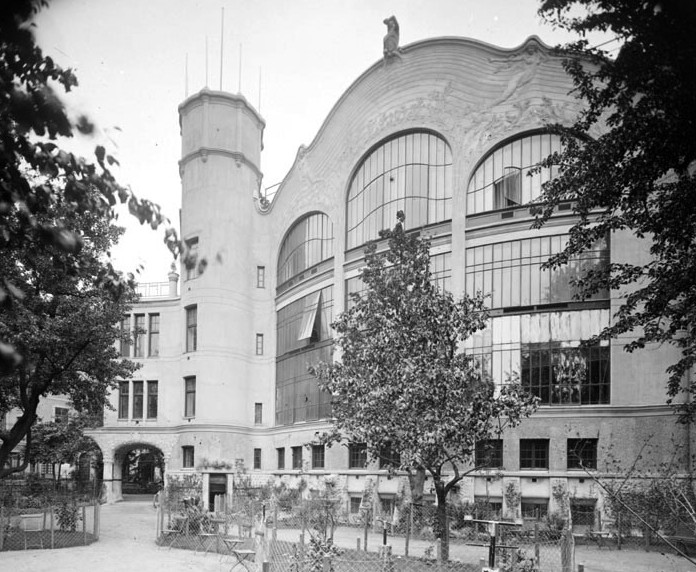
Centralbadet 1904
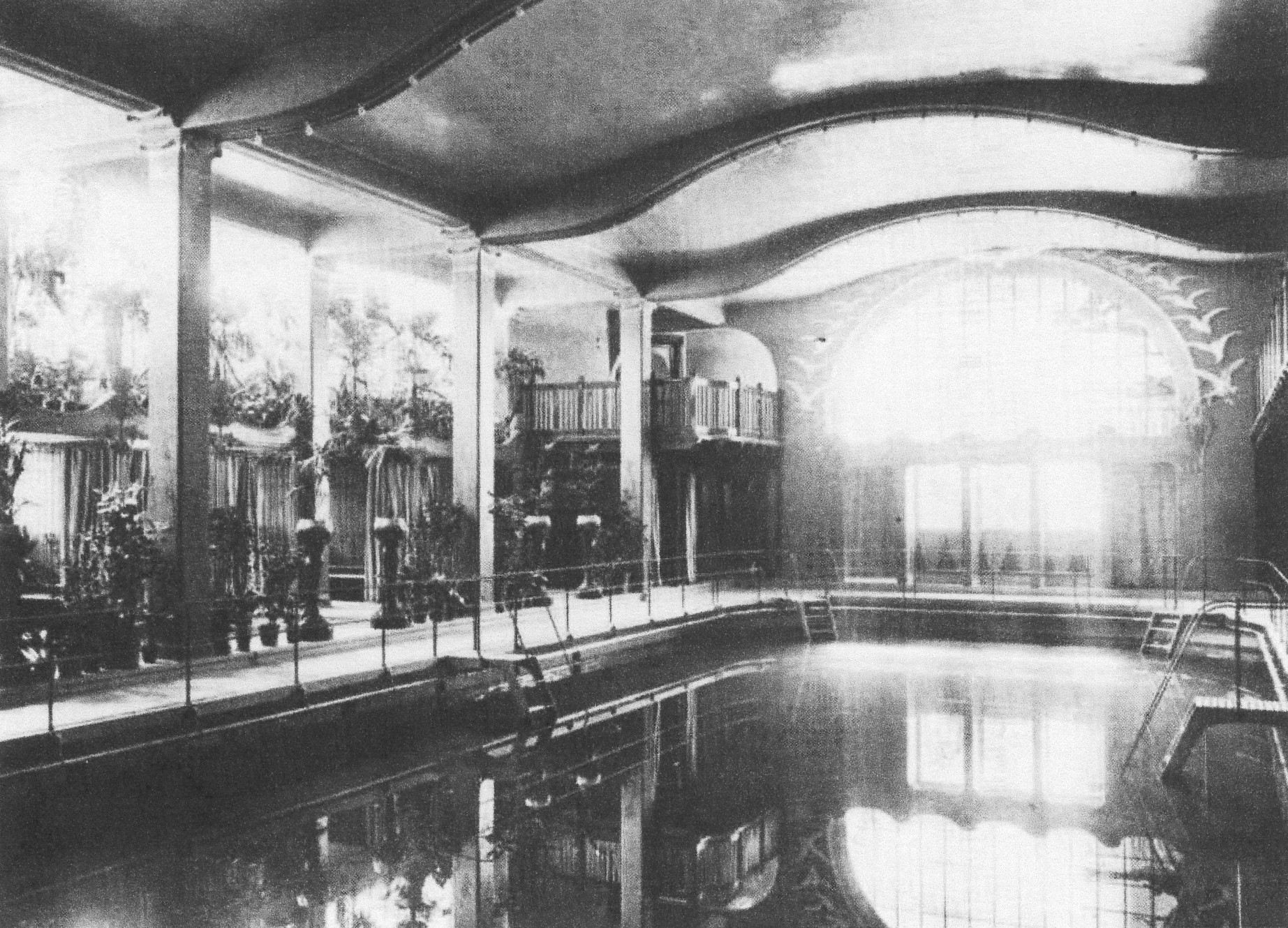
Centralbadets herrsimhall 1906
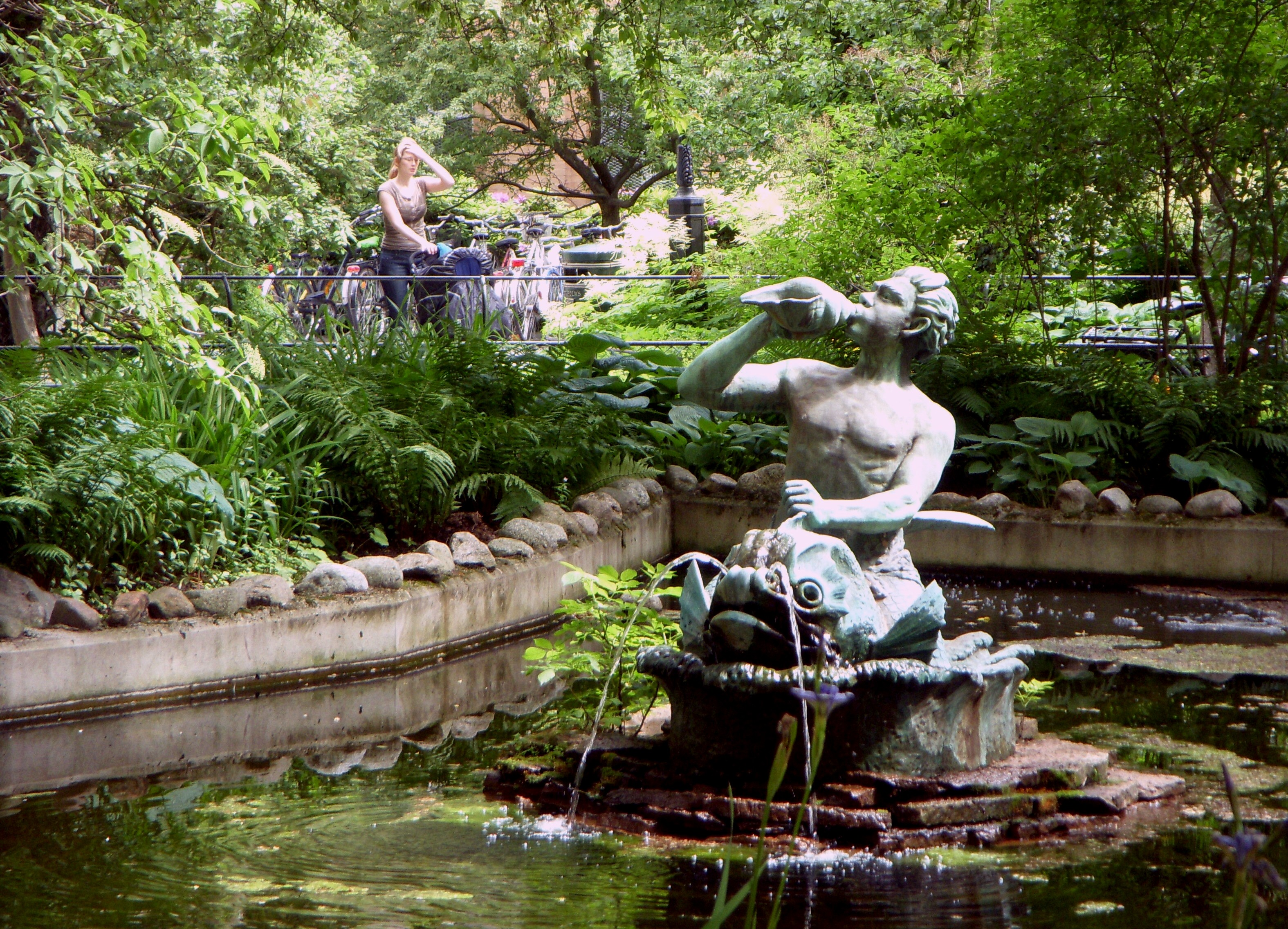
"Triton på delfin"
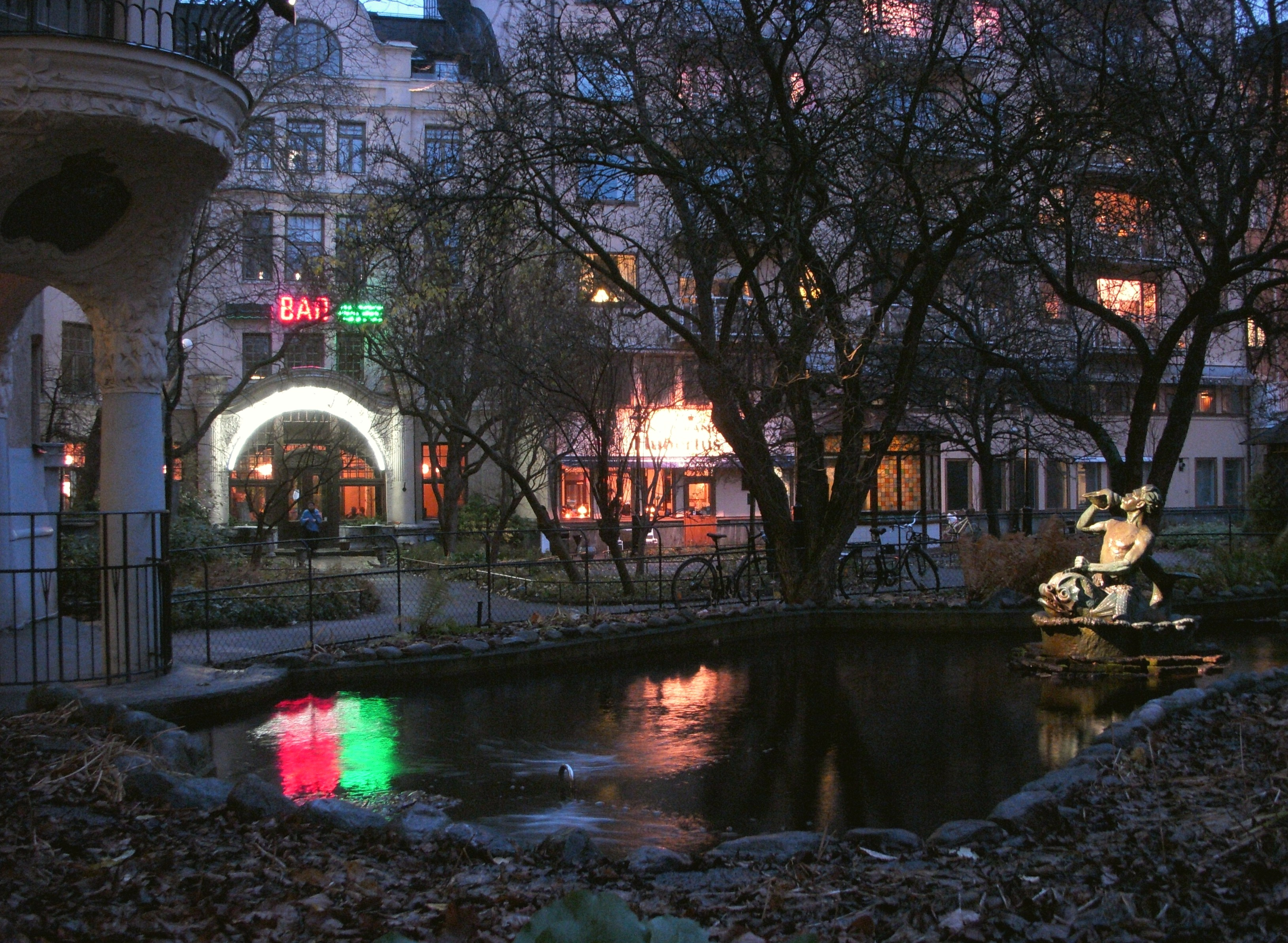
Centralbadet och parken en novemberkväll 2009

## Badet idag

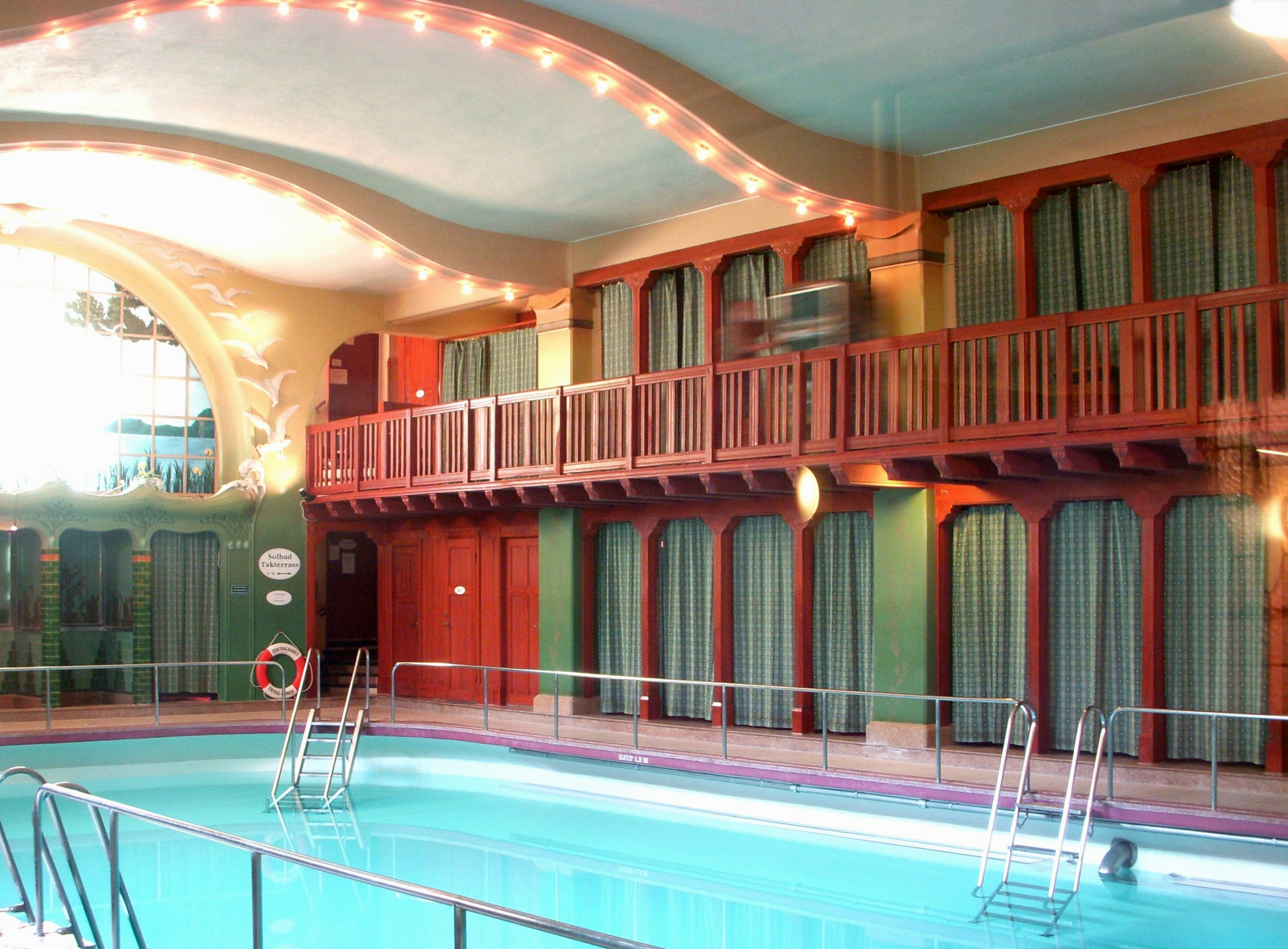
Badets bassäng i juli 2011.

Till badets 100-årsjubileum rekonstruerades även den lilla brunnspaviljongen mitt på gården, och konstnärerna Helene Aurell och Nigel Wells skapade en fontän och byst av Wilhelm Klemming vid byggnadens gårdsentré. På en mässingsskylt intill bysten står det skrivet:
| ” | Han realiserade […] drömmen om “ett öppet fönster mot naturen“, ett “fantasteri” av en frodig fri jugendarkitektur, en avancerad betongkonstruktion, en lummig brunnspark och ett rikt kur- & hälsoutbud. En förklaring till detta ovanlig lyckade “Gesamtkunstwerk” mellan form och innehåll, var en och samma person i rollerna som arkitekt, byggmästare, byggherre och badhusdirektör, Wilhelm Klemming, en visionär 100 år före sin tid. | „ |

I juli 2019 var badet stängt för renovering än en gång, då bland annat omklädningsrummen fick luftkonditionering i taket och nytt kakel på väggarna. Under april och maj 2020 ändrades den nedre receptionen om, så att den blev både större och mer ändamålsenlig.

## Konstnärlig utsmyckning
Fontänskulpturen i Centralbadsparken Triton på delfin är skapad av Greta Klemming, Wilhelm Klemmings dotter, och invigdes 1923.

## Badet i populärkulturen

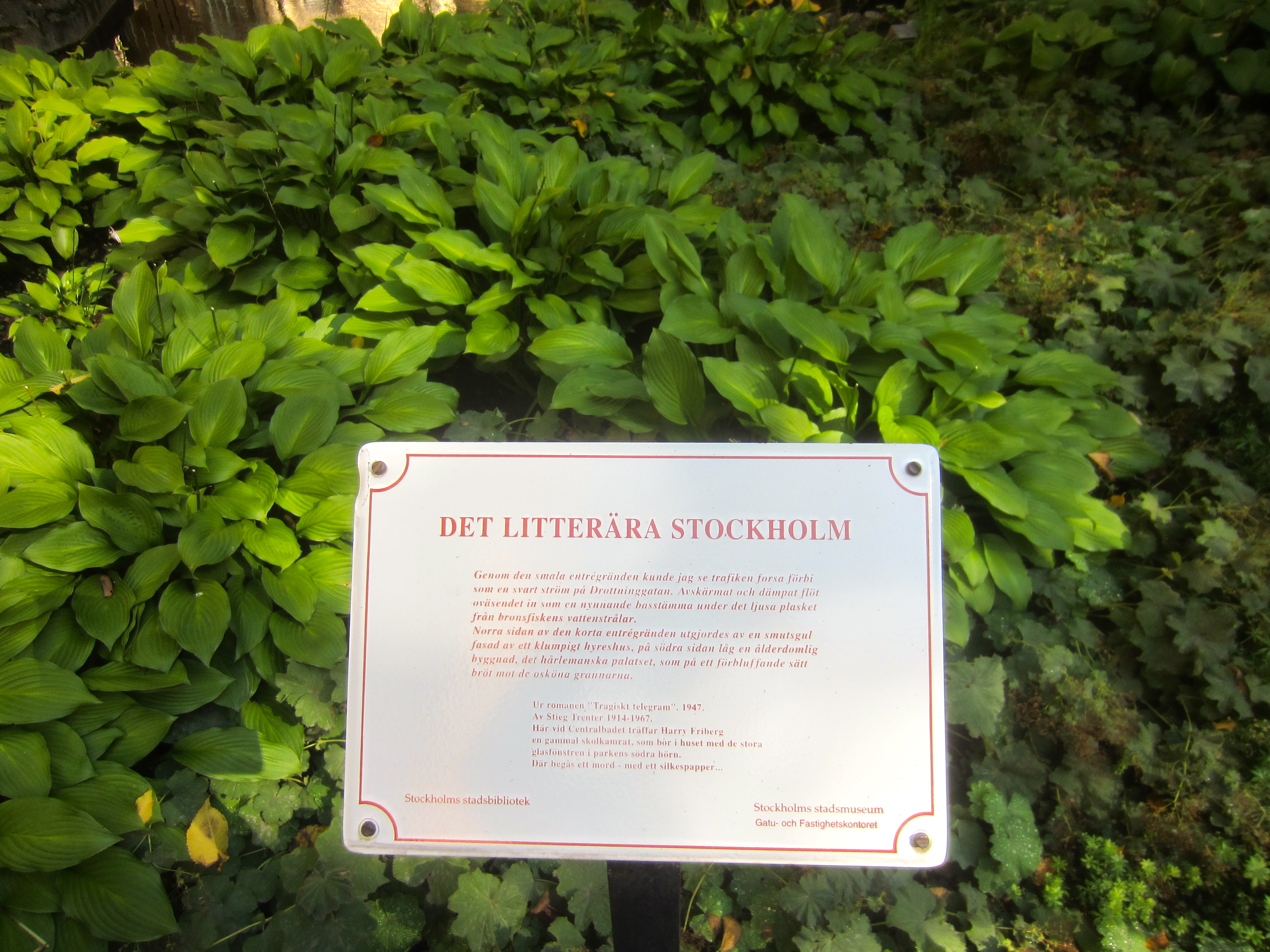
Litterär skylt, Tragiskt telegram, vid Centralbadet.

Badets takterrass användes som scen i filmen I klädloge och på scen 1908 och fasaden användes i filmen Hans engelska fru från 1927. Stieg Trenters kriminalroman Tragiskt telegram börjar med att Harry Friberg besöker badet och handlingen utspelar sig till stora delar i kvarteret, badet figurerar även i andra Trenterböcker. En annan litterär gäst är Sjöwall Wahlöös hjälte Martin Beck, som besöker badet vid flera tillfällen. Centralbadet är även med i Bo Widerbergs Mannen på taket, baserad på Sjöwall Wahlöös Den vedervärdige mannen från Säffle.

## Se även

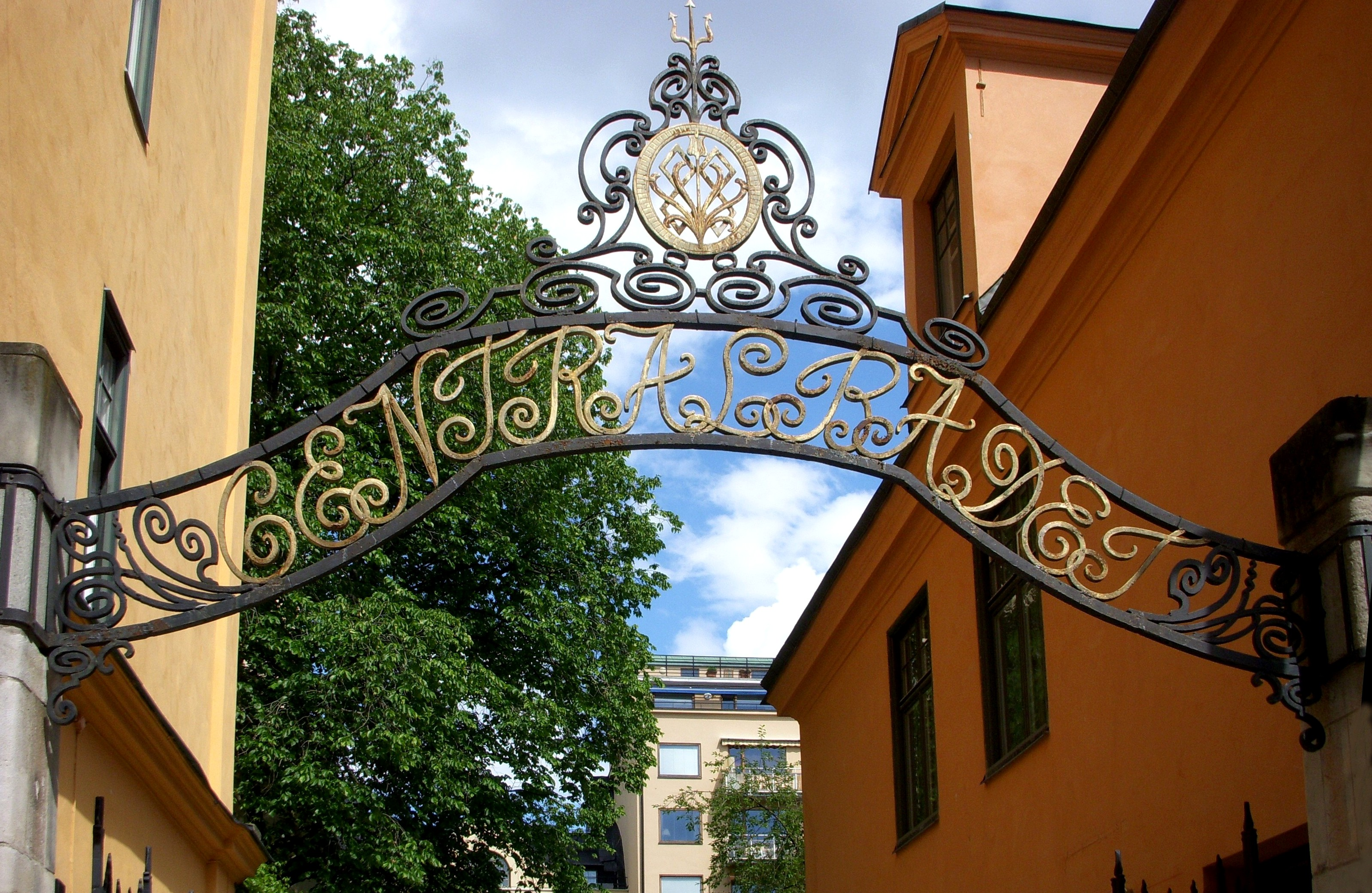
Skylten vid Drottninggatan.